# Алслоот, Денис ван

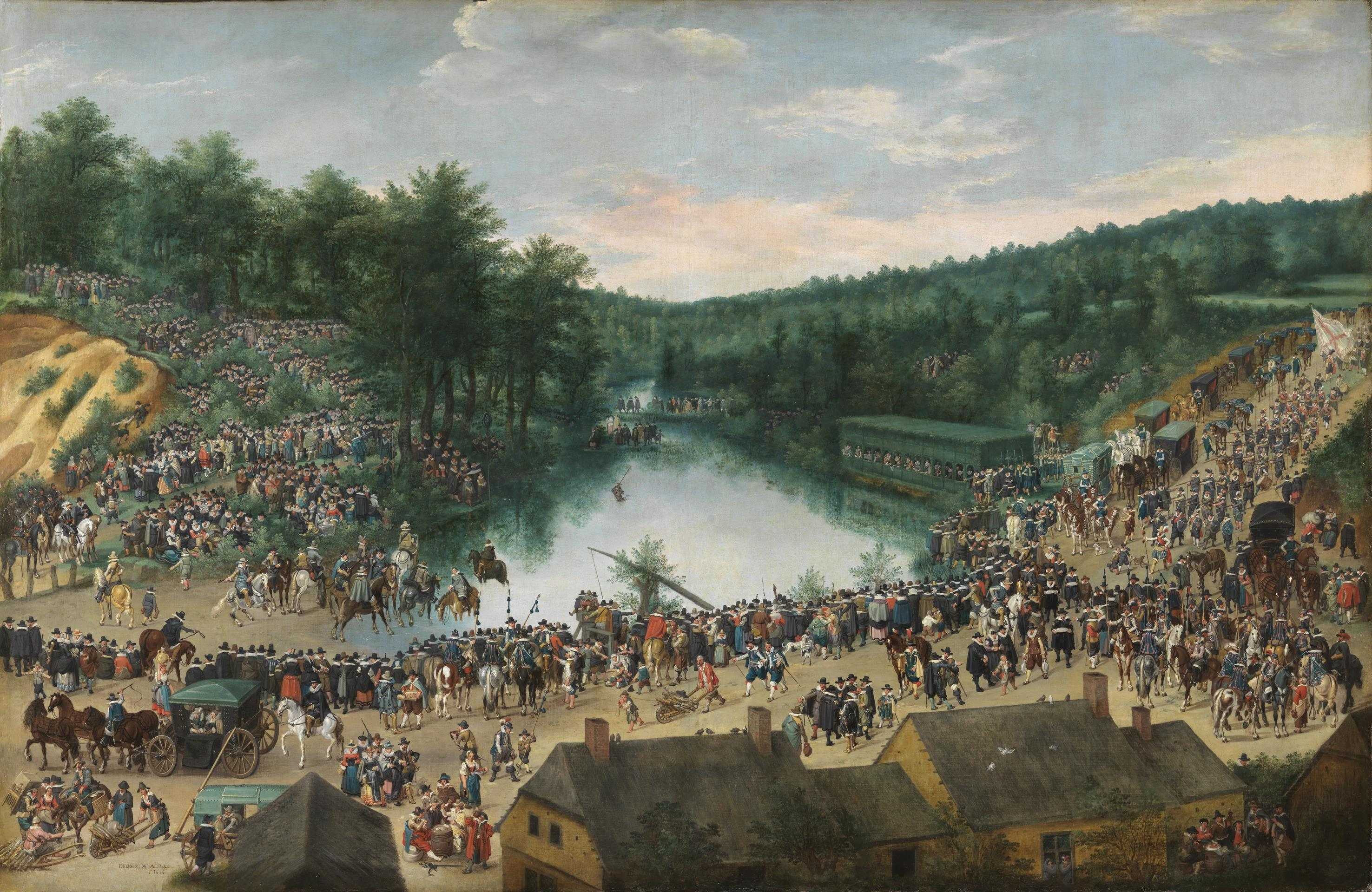
Праздник Девы Марии Лесной. 1616. Дерево, масло. Прадо, Мадрид

Денис ван Алслоот (нидерл. Denis van Alsloot или нидерл. Denijs van Alsloot, 1570[…], Мехелен — 1626[…], Брюссель) — фламандский живописец, мастер пейзажного и бытового жанров, рисовальщик картонов для шпалер. Придворный художник, он работал для аристократических заказчиков в Брюсселе. Считается членом школы художников-пейзажистов Суаньского леса, в которую входили такие пейзажисты, как Жак д’Артуа и Корнель Гюисманс. Эти живописцы, работавшие в Брюсселе, предпочитали изображать сцены из Суаньского леса (нидерл. Zoniënwoud) недалеко от Брюсселя. Ван Алслоот также специализировался на изображении праздничных шествий, фестивалей и церемоний.

## Биография

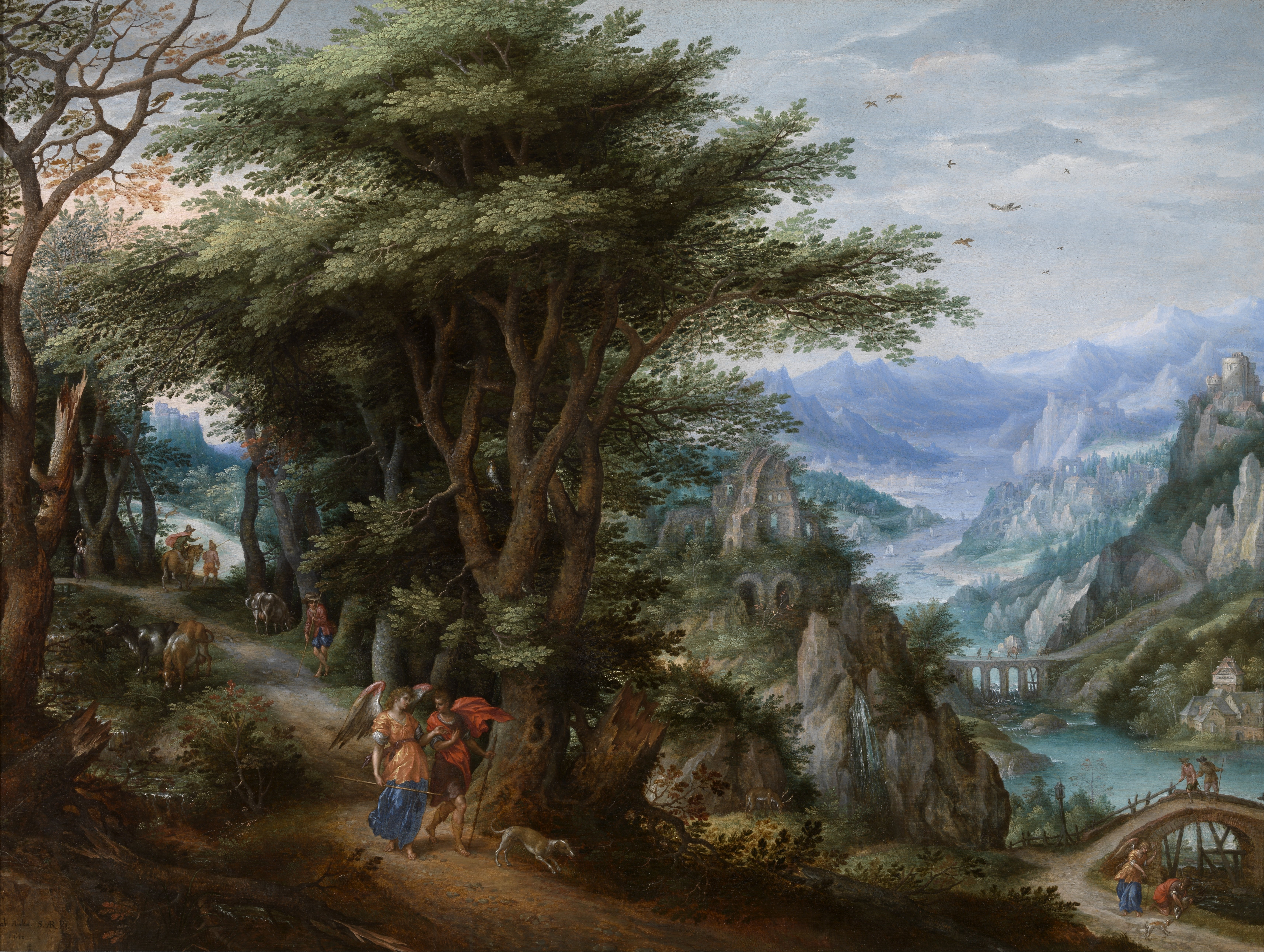
Пейзаж с Товием и архангелом Рафаилом. Совместно с Хендриком де Клерком. Дерево, масло. Королевский музей изящных искусств, Антверпен

Ван Алслоот родился в Мехелене или, возможно, в Брюсселе. Его отец был ткачом на шпалерной мануфактуре. Неизвестно, кто обучал Дениса рисунку и живописи. Впервые ван Алслоот упоминается в официальных документах в 1599 году как присоединившийся к брюссельской Гильдии Святого Луки в качестве рисовальщика картонов для шпалер. Своего первого ученика он принял в 1599 году. С 1599 по 1625 год обучал ещё трёх учеников. Первое время ван Алслоот занимался исключительно подготовкой картонов для шпалер, когда в 1606 году он подписал свою первую картину.
В начале XVII века Денис ван Алслоот был назначен придворным художником штатгальтера Испанских Нидерландов Альбрехта и Изабеллы. Он стал художником высшей аристократии и обслуживал принцев и влиятельных государственных чиновников.
Денис ван Алслоот был ещё жив в 1626 году, о чём свидетельствует картина, датированная этим годом. Он, вероятно, умер в 1628 году или ранее, поскольку две работы, которые он оставил в наследство племяннице, были приобретены в 1628 году эрцгерцогиней Изабеллой.

## Творчество
Ван Алслоот начинал, как и его отец, в качестве рисовальщика Брюссельской шпалерной мануфактуры. В 1603 году он разработал картоны для серии ковров «Гротески».

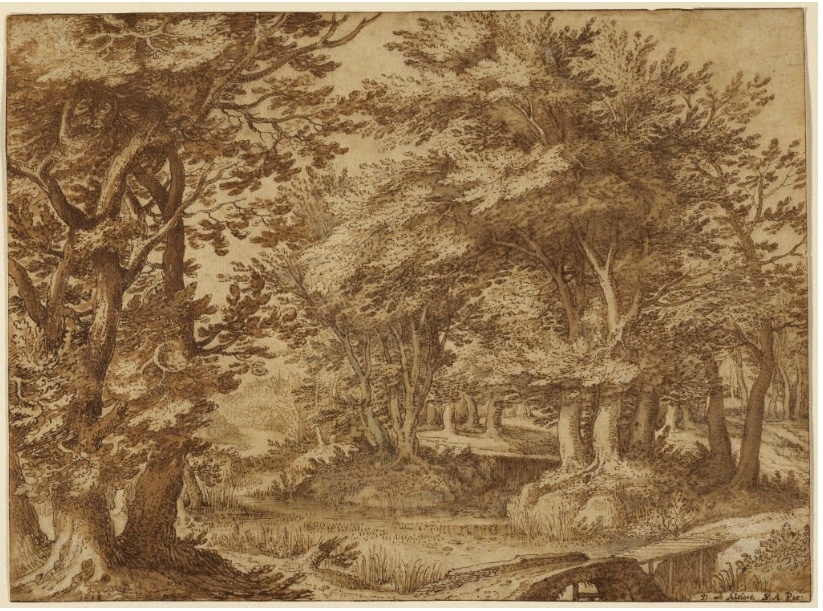
Лесной пейзаж с замком вдали. 1608. Бумага, перо, кисть, сепия. Центр Гетти, Лос-Анджелес

Его карьера живописца началась примерно в 1606 году. В основном он писал пейзажи, сцены местных праздников и придворных церемоний. Все его известные датированные работы были сделаны в Брюсселе между 1606 и 1626 годами. Он часто подписывал свои картины монограммой «S.A.Pic.». Это сокращение от «Serenissorum Archiducum Pictor» (Живописец Светлейших герцогов), отсылка к его официальному положению придворного художника эрцгерцога Альбрехта и эрцгерцогини Изабеллы.
Ван Алслоот писал топографически точные, а также воображаемые пейзажи, в том числе летние и зимние. Как и более поздние художники-пейзажисты в Брюсселе, такие как Лукас Ахтселлинк, Лодевейк де Ваддер и Жак д’Артуа, ван Алслоот черпал вдохновение в Суаньском лесу недалеко от Брюсселя. Поскольку работы ван Алслоота в целом достаточно точны, можно определить места, где он писал, которые всё ещё сохранились, особенно возле аббатств Грюнендаль и Тер-Камерен. Его серия видов аббатств в Суаньском лесу, предположительно, была сделана по заказу эрцгерцога Альбрехта. Он написал несколько вариантов зимнего вида Грюнендаля, а также несколько летних видов.

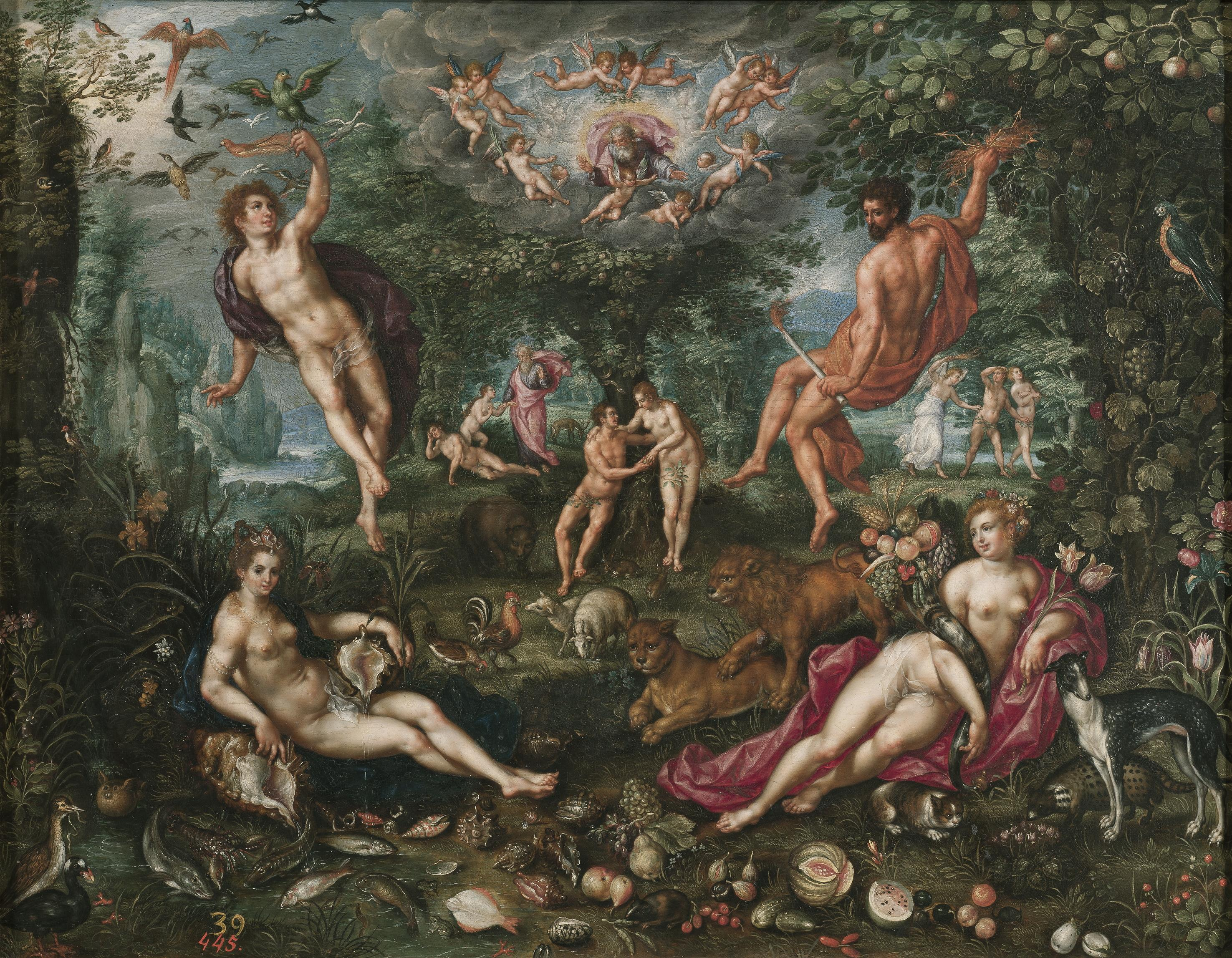
Рай с четырьмя Стихиями. Совместно с Хендриком де Клерком. Ок. 1620. Дерево, масло. Прадо, Мадрид

Некоторые из его произведений носят архаичный характер и кажутся вдохновлёнными пейзажной живописью XVI века. Стиль его пейзажных картин показывает сходство с работами Гиллиса ван Конинкслоо. По сравнению с ван Конинкслоо, работы ван Алслоота более спокойные и статичные, он использует более мягкий колорит.
Художник также создал ряд пейзажных рисунков, которые, вероятно, задумывались как самостоятельные произведения искусства. Примером может служить «Лесной пейзаж с замком вдали» 1608 года в Музее Гетти, Калифорния, представляющий собой полностью разработанную и утончённую композицию лесного пейзажа с видом на здания вдали. Альбрехт и Изабелла также поручили ему написать виды их поместий в Маримонте и Тервюрене, а также аббатство Грюнендаль.
Денис ван Алслоот часто сотрудничал с Хендриком де Клерком, который писал стаффаж в его пейзажных и мифологических композициях. Эти пейзажи содержат мифологические или библейские фигуры и обычно подписаны обоими художниками. Существуют также неподписанные пейзажи ван Алслоота, в которых стаффаж, вероятно, также сделан де Клерком. Фигуры, написанные де Клерком, облачены в яркие одежды, контрастирующие с коричневато-зеленоватой тональностью пейзажа, написанного Алслоотом.

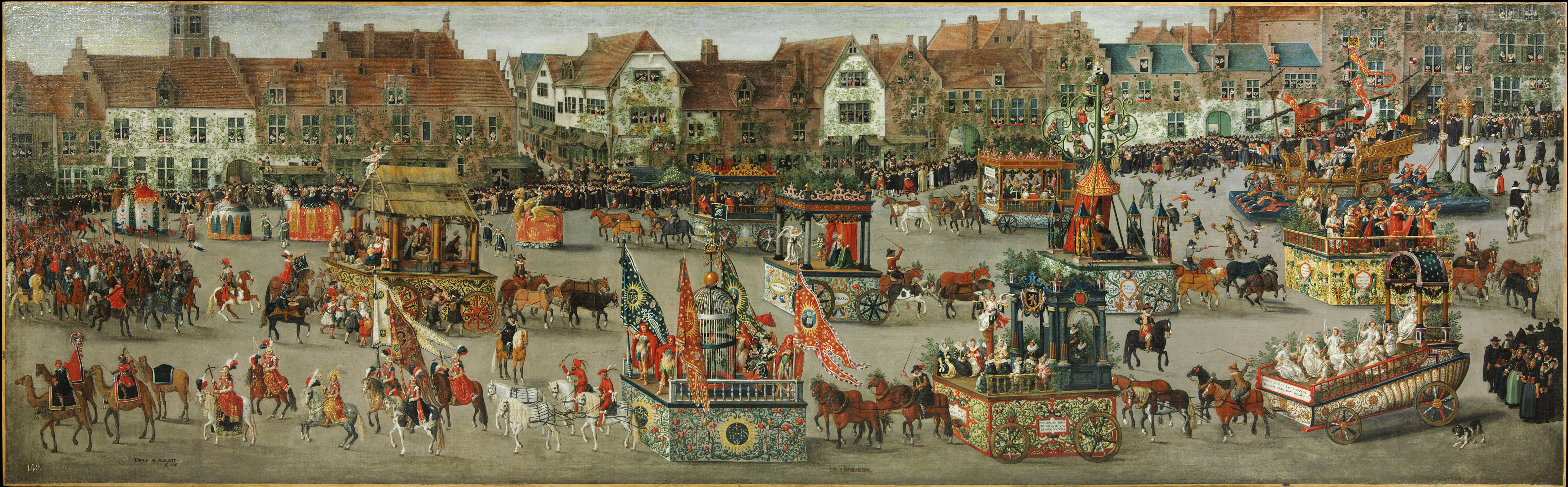
Оммеганг (обход церкви) в Брюсселе. 1616. Холст, масло. Музей Виктории и Альберта, Лондон

Ван Алслоот постоянно получал заказы на изображения местных праздников и церемоний. Самым ценным поручением эрцгерцогини Изабеллы была серия из восьми картин, посвящённых церковной процессии Оммеганг, состоявшейся в Брюсселе 31 мая 1615 года, за которую художник получил 10 000 гульденов. Вполне вероятно, что только шесть из восьми первоначально заказанных работ были в конечном итоге выполнены. Они хранились во дворце эрцгерцогини в Тервюрене, расположенном к северо-востоку от Брюсселя.

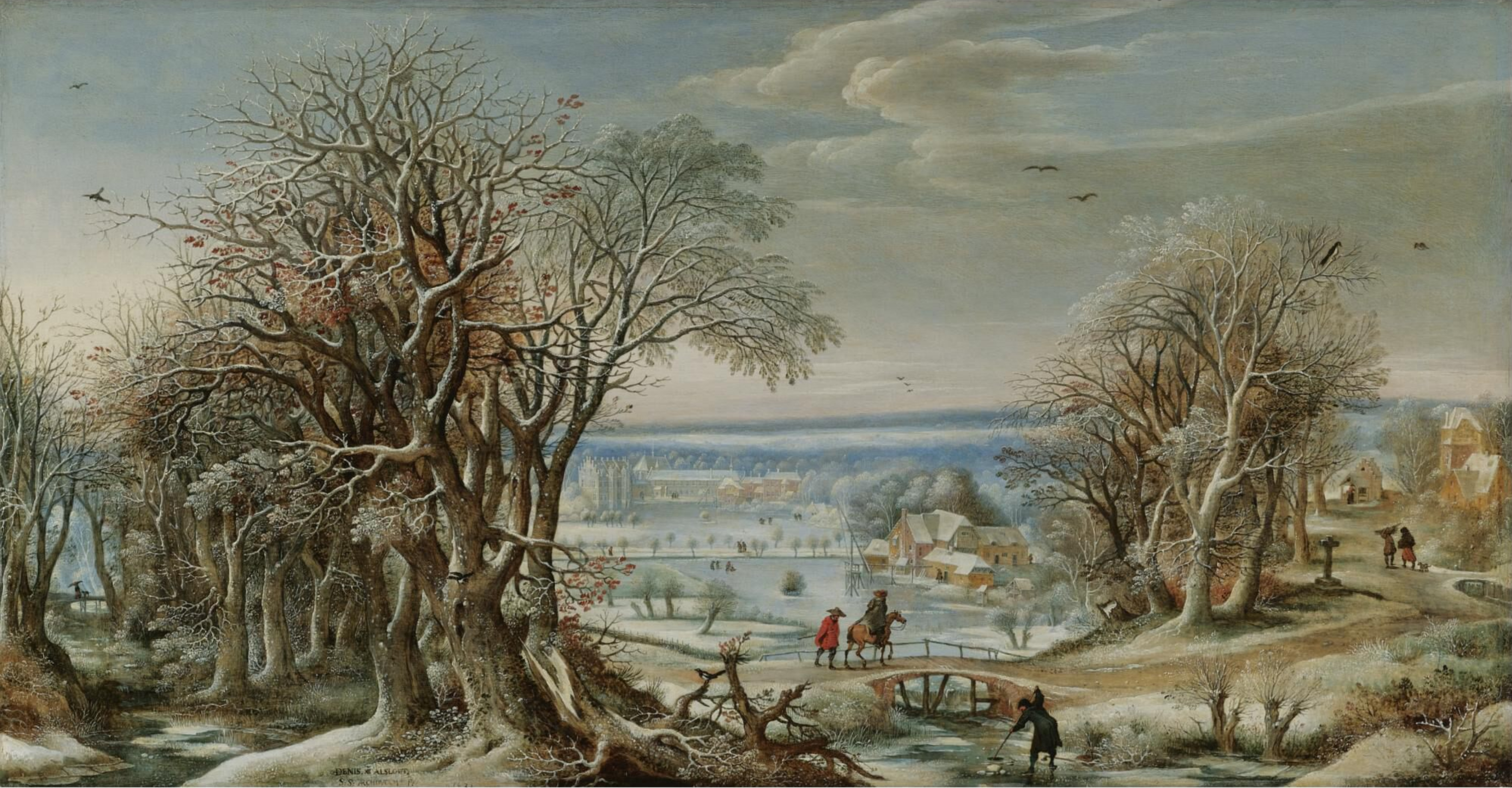
Вид на аббатство Грюнендаль близ Брюсселя зимой. 1621. Дерево, масло. Частное собрание

Две из шести картин ван Алслоота с изображением «Оммеганга» считаются утерянными. Из сохранившихся работ две находятся в Музее Виктории и Альберта в Лондоне и две в Музее Прадо в Мадриде. Одна из картин, хранящихся в Музее Виктории и Альберта, была разделена надвое; неизвестно, когда это произошло. Её неразделённая копия, сделанная около 1635 года, находится в коллекции Королевских музеев изящных искусств Бельгии в Брюсселе, а копия одной из половин хранится в музее Прадо. В художественном смысле эти работы не очень примечательны, так как служили в основном документальной, а не художественной цели. Картины дают историкам важное представление об этом типе праздника.
Шествие Оммеганга в том году было особенно праздничным, поскольку двумя неделями ранее, на церемонии стрельбы по сойке гильдии арбалетчиков, Изабелла успешно застрелила сойку, прикреплённую к шпилю церкви Пресвятой Девы Марии Саблонской (Onze-Lieve-Vrouw ter Zavelkerk). Затем она была коронована как королева гильдии.
Предполагается, что у Изабеллы был политический мотив в заказе серии картин Оммеганга. Поскольку её муж был болен и, вероятно, скоро должен был умереть, она хотела показать суду в Испании, что жители испанских Нидерландов считают её своей «прирождённой принцессой», и поэтому ей должно быть позволено продолжать править испанскими Нидерландами после смерти мужа. По этой причине она отправила некоторые копии Оммеганга в Испанию. В то же время местная аристократия Брюсселя использовала Оммеганг в своих политических целях, поскольку это была демонстрация всему обществу Брюсселя, что они пользуются поддержкой эрцгерцогини. Город Брюссель и церковь Пресвятой Девы Марии Саблонской, вокруг которой проходил Оммеганг, заказали копии картин.